# محمد افرم
محمد بن علی مسیلی لقب‌گرفته به اَفرَم/ الأفرم ادیب و شاعر الجزایری در سدهٔ دوازدهم میلادی/ششم هجری از اهالی مسیله بود. ابن بشرون برخی از اشعار او را در روزی‌خواهی و قدر الهی ذکر کرده است.